# 중화인민공화국 국가질량감독검험검역총국
중화인민공화국 국가질량감독검험검역총국(중국어 간체자: 中华人民共和国国家质量监督检验检疫总局, 정체자: 中華人民共和國國家質量監督檢驗檢疫總局, 영어: General Administration of Quality Supervision, Inspection and Quarantine, AQSIQ) 은 중화인민공화국 국무원 직속기구로 전국의 상품의 품질·개량·수출입상품의 상품검사·출입국 위생 검역·수출입 동식품 검역 및 품질인증 인정·기준화 등의 행정업무를 수행하는 기관이다.